# ヨルディ・レイナ
ホセ・ジョルディ・レイナ・セルナ（José Yordy Reyna Serna, 1993年9月17日 - ）は、ペルー・チクラーヨ出身のサッカー選手。シャーロットFC所属。ペルー代表。ポジションはFW。

## 経歴
2011年、アリアンサ・リマでプロキャリアをスタートさせた。2013-14シーズンよりレッドブル・ザルツブルクに移籍。数度の期限付き移籍を経て、2015-16シーズンからザルツブルクに復帰した。
2017年1月23日、バンクーバー・ホワイトキャップスに移籍した。

## 代表歴
ペルー代表として2013年、南米ユース選手権に出場し5ゴールを記録した。3月22日、チリ戦でA代表デビューを果たし、その4日後の3月26日のトリニダード・トバゴ戦でA代表初ゴールを記録した。

## タイトル

### クラブ
レッドブル・ザルツブルク
- ブンデスリーガ : 2013-14, 2015-16
- オーストリア・カップ : 2013-14, 2015-16